# Línguas ítalo-românicas
As línguas ítalo-românicas ou ítalo-sicilianas compõem o conjunto de línguas românicas do sul da Itália, sob a linha de Massa-Senigallia. A principal língua ítalo-românica é o italiano padrão baseado, principalmente, na variante Toscana. Ethnologue classifica estas línguas junto com o dálmata dentro do grupo ítalo-dálmata.

## Classificação
As línguas ítalo-românicas são:
- Napolitano
- Siciliano
- Romanesco e variedades centrais.
- Toscano
  - Italiano padrão
  - Corso
    - Galurês
    - Sassarês